# Ludwik Kos-Rabcewicz-Zubkowski
Ludwik Jan Kos-Rabcewicz-Zubkowski (ur. 15 lipca 1914 w Pawłowsku, zm. 1991 w Kanadzie) – polski slawista i prawnik, specjalista w dziedzinie prawa arbitrażowego, kierownik referatu antysowieckiego wydziału wschodniego Sekcji Politycznej Departamentu Spraw Zagranicznych Delegatury Rządu na Kraj.

## Życiorys
Walczył podczas powstania warszawskiego w stopniu podporucznika, należał do Kierownictwa Produkcji Uzbrojenia przy Komendzie Głównej Armii Krajowej, posługiwał się pseudonimami „Korab” i „Kos”. Po II wojnie światowej emigrował do Kanady, na Uniwersytecie w Montrealu był profesorem slawistyki, a także wykładał prawo międzynarodowe i cywilne. W 1967 został wykładowcą porównawczego prawa karnego na Uniwersytecie w Ottawie oraz prowadził badania nad teorią i praktyką arbitrażu w międzynarodowych stosunkach handlowych. Członek korespondent Polskiego Towarzystwa Naukowego na Obczyźnie, Polskiego Towarzystwa Heraldycznego, Polskiego Instytutu Naukowego w Kanadzie (w latach 1989–1991 Prezes Oddziału Ottawskiego).

## Publikacje
Ludwik Kos-Rabcewicz-Zubkowski ogłosił ponad 60 publikacji naukowych oraz wiele artykułów w czasopismach specjalistycznych, był współautorem publikacji prawnych. Ponadto był autorem książek z dziedziny międzynarodowego prawa arbitrażowego i wykładni prawa krajów komunistycznych.  
- "Sir Casimir Stanislaus Gzowski: A Biography" /1959/;
- "Procedural rights of aliens before tribunals in Poland";
- "The legal aspects of trade with Communist countries" /1966/;
- "The Poles in Canada" /1968/;
- "East European rules on the validity of international commercial arbitration agreements" /1970/;
- "Commercial and civil law arbitration in Canada" /1978/;
- "Commercial arbitration institutions : an international directory and guide" /1986/ (współautor Paul J. Davidson);